# Music Hall (série télévisée, 2002)
Pour les articles homonymes, voir Music Hall.
Music Hall est une mini-série québécoise en douze épisodes de 45 minutes scénarisée par Fabienne Larouche et diffusée du 4 mars 2002 au 7 avril 2003 à la Télévision de Radio-Canada.

## Synopsis
Jacques Marchand et le personnel du cabaret Cassandra tentent de gagner leur place au soleil dans une industrie où le glamour est assombri par les luttes de pouvoir.

## Fiche technique
- Scénario : Fabienne Larouche
- Réalisation : Alain DesRochers
- Producteurs : Fabienne Larouche et Michel Trudeau
- Producteur délégué : Louis-Philippe Rochon
- Conception Sonore: Dominik Pagacz
- Montage Effets Sonores : Dominik Pagacz
- Directeur de la photographie : Yves Bélanger
- Directrice artistique : Dominique DesRochers
- Créateur des costumes : Denis Sperdouklis
- Casting : Marie-Jan Seille
- Chorégraphe : Isabelle Delage
- Preneur de son : Claude Hazanavicius
- Compositeur arrangeur : FM Le Sieur
- Production : AETIOS Productions

## Distribution
- Claude Blanchard : Jacques Marchand
- Véronique Cloutier : Sylvie Bruneau
- Patrick Huard : Cohiba
- Pierre Gauvreau : Paulo
- Murray Head : Clife Maisie
- Julien Poulin : Clément Patenaude
- Jean Petitclerc : Louis Dumas
- Serge Postigo : Michel Simard
- Pascale Desrochers : Sam
- Frédéric Pierre : Yohan
- Michèle-Barbara Pelletier : Joyce
- Annie Dufresne : Manon
- Jean-Nicolas Verreault : Eric
- Bet.E : Sarah Greenberg
- Simone-Élise Girard : Josée
- Stéphane Crête : Sarto
- Geneviève Laroche : Roselyne Poitras
- Catherine Bonneau : Jacinthe Poitras
- Maude Campeau : Corinne Poitras
- Michel-André Cardin : Ben
- Fayolle Jean : Robert
- Henri Pardo : Steve
- Néfertari Bélizaire : Denise
- Pierre-Guy Desrochers : Jean-Guy
- Michael Challenger : Dancer

## Distinctions

### Nominations
- 2003 : Prix Gémeaux Meilleure réalisation : série dramatique : Alain DesRochers
- 2003 : Prix Gémeaux Meilleure interprétation féminine dans un rôle de soutien : série ou émission dramatique : Michèle-Barbara Pelletier
- 2003 : Prix Gémeaux Meilleur son : dramatique : Dominik Pagacz